# The Eagle and Child

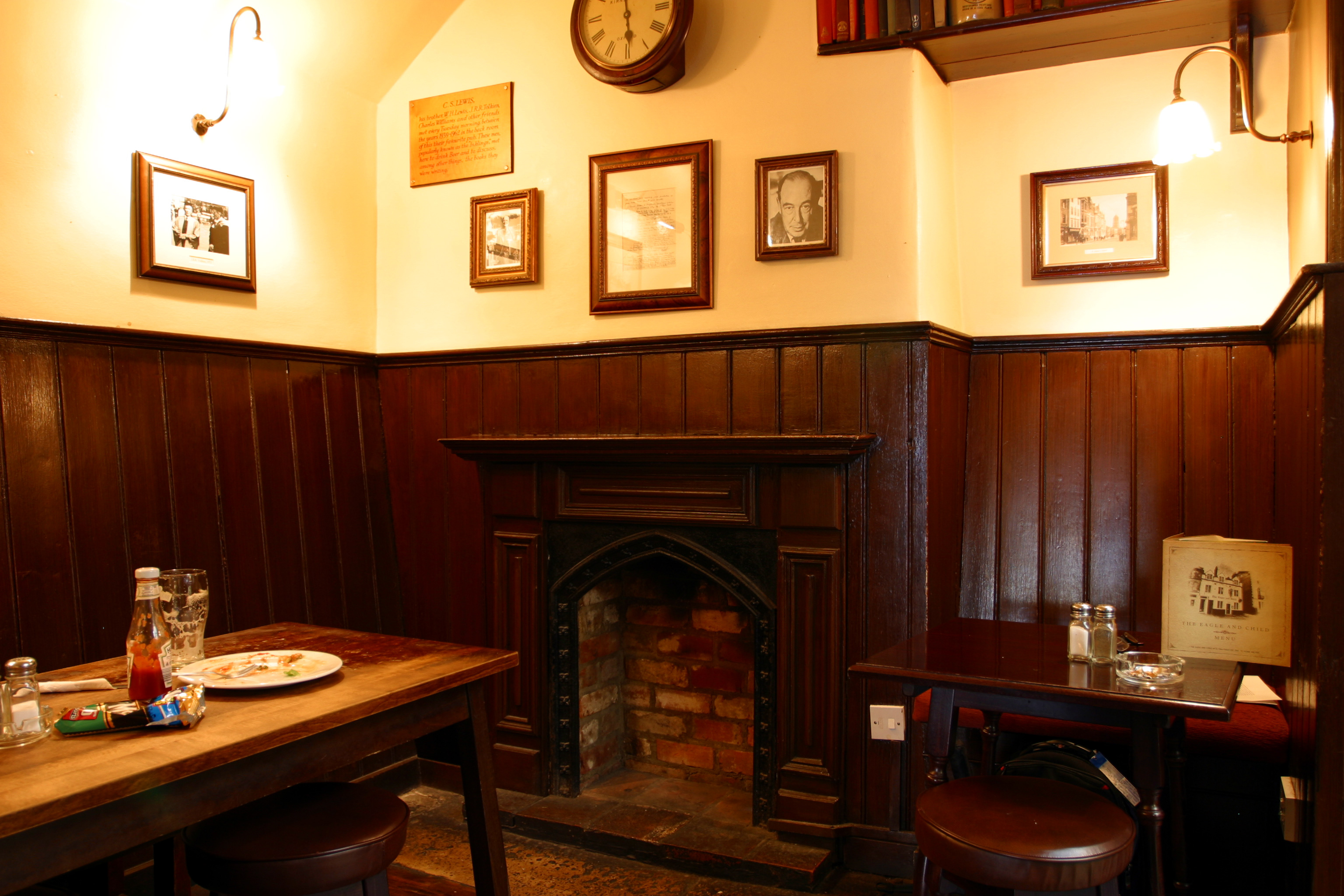
The Eagle and Child (2005)

The Eagle and Child (Orzeł i Dziecko) – dość popularna nazwa wśród angielskich pubów. Ten artykuł odnosi się do pubu The Eagle and Child na ulicy St Giles w Oksfordzie, który był kiedyś miejscem spotkań grupy literackiej Inklingowie, do której należeli m.in. J.R.R. Tolkien i C.S. Lewis. Tak kiedyś jak i obecnie pub stanowi popularne miejsce spotkań studentów Uniwersytetu Oksfordzkiego.
Studenci często stosują inne nazwy na The Eagle and Child (stosując tzw. aliterację) – „Bird and Baby”, „Bird and Brat”, „Bird and Bastard”, „Bustard and Bastard” czy „Fowl and Foetus”.
Wspomniani powyżej pisarze mieli zwyczaj spotykania się tutaj w każdy poniedziałek lub piątek przed lunchem na piwo i pogawędkę. Zazwyczaj zasiadali w tylnej części pubu znanej jako Rabbit Room. Często powtarzana jest plotka, że Inklingowie odczytywali tutaj fragmenty dzieł, nad którymi aktualnie pracowali. Prawda jest jednak taka, że odczyty te miały zazwyczaj miejsce w mieszkaniu Lewisa. W 1962 Inklingowie zmienili swoje zwyczaje i zaczęli zazwyczaj uczęszczać do pubu po drugiej stronie ulicy St Giles - Lamb and Flag. Pomimo tego, to Eagle and Child przyciąga do siebie pielgrzymki miłośników obu pisarzy.
Na ścianie w Rabbit Room znajduje się kartka, na której znajdują się podziękowania za posiłek oraz podpisy słynnych pisarzy.
Symbol pubu przedstawia orła trzymającego małe dziecko zawinięte w materiał. Został on zaczerpnięty z herbu hrabiego Derby. Wizerunek ten odnosi się podobno do historii nowo narodzonego dziecka odnalezionego w orlim gnieździe. Porównywany bywa też do obrazów z mitologii greckiej przedstawiających uprowadzenie Ganimedesa przez Zeusa, który przybrał postać orła.